# José Brandão
José Francisco da Mota Sampaio Brandão GOIH (Nova Iorque, Estados Unidos da América, 6 de abril de 1944 — 26 de março de 2025) foi um designer português com atividade desde 1961, membro da Academia Nacional de Belas Artes, docente universitário entre 1970 e 2011 e Professor Emérito da Universidade de Lisboa em 2017.

## Biografia
José Brandão, de seu nome completo José Francisco da Mota Sampaio Brandão, nasceu em Nova Iorque, a 6 de Abril de 1944, filho de João Apolinário Sampaio Brandão e de Leonor Micaela de Bivar Vianna da Motta. Era neto materno do pianista e compositor José Vianna da Motta e da atriz Berta de Bívar.
Em finais de 1946, mudou-se para Portugal e passou a residir na zona de Lisboa. Em 1966, a situação política do país motivou-o a partir para o estrangeiro, primeiro em Paris, onde esteve até Setembro de 1967, altura em que se fixou em Londres. Aí, casou com Maria de La Salette Tavares Aranda, também designer e filha da poetisa Salette Tavares e do crítico de cinema José Francisco Aranda. Em 1975, após a Revolução de Abril, regressou a Portugal, ficando a viver em Lisboa, onde conciliou as carreiras de designer e professor universitário.
Em 2015, foi publicada, sob chancela da Fundação Calouste Gulbenkian, a obra monográfica intitulada José Brandão, designer: Cultura e prática do design gráfico, coordenada por Aurelindo Jaime Ceia, com prefácio de Jorge Sampaio e textos de relevantes designers e historiadores de design, como José Bártolo e Mário Moura.

## Formação
Em 1960, ingressou no curso de Pintura da Escola Superior de Belas Artes da Universidade de Lisboa (Faculdade de Belas-Artes da Universidade de Lisboa) e, em 1964, começou a trabalhar no atelier de Daciano da Costa, onde permaneceu até 1966.
Em Paris, trabalhou no atelier de Sylvie Joubert.
Em Londres, ingressou no Ravensbourne (college) (Ravensbourne College of Art and Design) como bolseiro da Fundação Calouste Gulbenkian. Entre outros, teve como professor Geoffrey White, um dos signatários do First Things First 1964 manifesto.  Em 1970, obteve o grau de B.A. (Bachelor of Arts) em Design Gráfico, com a classificação final de 1st Class Honours, o que lhe permitiu a creditação como Licenciate pela Society of Industrial Artists and Designers (atualmente, Chartered Society of Designers). No ano letivo de 1971-1972, ainda no Ravensbourne College e como bolseiro da Fundação Calouste Gulbenkian, frequentou o estágio pedagógico.
Enquanto prosseguia os estudos, manteve atividade como designer, tendo colaborado em vários ateliers, entre os quais se destaca os de Keith Cunningham, Douglas Kelly Associates, e para o Imperial Tobacco Group.

## Atividade de designer
Após o regresso a Portugal, começou a trabalhar em regime independente, tendo executado vários projetos de design entre os quais se destaca as capas de discos de alguns cantores que tinha conhecido na diáspora, como José Afonso, Sérgio Godinho, Janita Salomé e Fausto.
Ao mesmo tempo, iniciou a colaboração com a editora Perspectivas e Realidades, criada em 1975 por João Barroso Soares, Victor Cunha Rego e Bernardino Gomes, para a qual também criou capas de livros.
Data também desta época, a criação da imagem integrada para o Festival Internacional de Cinema da Figueira da Foz, entre 1975 e 1981.
A primeira fase da atividade profissional de José Brandão é marcada pela originalidade das soluções, onde à função de designer gráfico aliou outra faceta complementar da sua personalidade como autor de desenhos e pinturas.
Ao longo da carreira, foi convidado para integrar muitos júris profissionais.

### Atividade no B2 Atelier de Design
Em 1982, criou, juntamente com a mulher Salette Brandão, o B2 Atelier de Design, sediado em Lisboa. Nos primeiros tempos de atividade do atelier, ganha relevância a encomenda de uma obra comemorativa dos primeiros 25 anos da Fundação Calouste Gulbenkian considerado também um ponto de viragem crucial na atividade do designer.
A atividade do B2 é marcada pelas encomendas de clientes que, à semelhança da Fundação Calouste Gulbenkian, se manterão ao longo das décadas seguintes e entre os quais se destaca a Presidência da República, o Ministério da Educação, a Secretaria e o Ministério da Cultura (Teatro Nacional D. Maria II, palácios e museus nacionais, entre outros serviços), a Fundação Ricardo do Espírito Santo Silva, a Fundação Luso-Americana, a Fundação Oriente, os CTT Correios de Portugal, a Portugal Telecom, o Banco de Portugal, a Comissão Nacional para as Comemorações dos Descobrimentos Portugueses, a Europalia’91, Lisboa 94 e a Expo’98.

### Associação Portuguesa de Designers
José Brandão, em 1976, foi um dos sócios fundadores da Associação Portuguesa de Designers, onde exerceu diversos cargos na Direcção e na Assembleia Geral.
“José Brandão e Américo Silva, são dois dos Designers Fundadores da Associação Portuguesa de Designer e veem intervindo a todos os níveis nesta área de forma significativa.”

## Atividade docente
Durante a estadia em Londres, no ano letivo de 1970-71, foi docente convidado no Hammersmith College of Art and Building (entretanto integrado no Chelsea College of Art and Design).
Após o regresso a Portugal, entre o ano letivo de 1976-77 e 1995, foi docente com regência da cadeira nuclear no Curso de Design de Comunicação na Escola Superior de Belas-Artes, em Lisboa. A partir de 1995, exerceu a atividade docente na Faculdade de Arquitectura da Universidade Técnica de Lisboa (FA/UTL), primeiro como Professor Auxiliar Convidado e, desde Junho de 2001, como Professor Associado Convidado, até à aposentação em 2011.
Em 1989 integrou a “Comissão de especialistas para análise científico-pedagógica da área de Design, de cursos a ministrar em estabelecimentos do ensino superior particular”, criada pelo Ministério de Educação. Em 1996, a convite do Ministro da Educação, integrou o “Grupo interministerial para o Ensino Artístico”.
Na qualidade de representante da Licenciatura em Arquitetura de Design, integrou a Comissão Coordenadora de Mestrados que apresentou uma proposta para o Curso de Mestrado em Design na FA/UTL. Desde a criação do Mestrado em Design, em 2002, fez parte do Conselho Científico e foi o responsável pela especialização em Design de Comunicação e pelas disciplinas da respetiva área científica. Quando o Curso de Doutoramento em Design foi criado, em 2005, integrou igualmente o Conselho Científico e assumiu a responsabilidade científica pela unidade curricular Projeto.
Tem sido conferencista e arguente convidado em provas de Mestrado, Doutoramento e outras provas académicas, em instituições de ensino como, por exemplo: a FA/UTL, a Faculdade de Belas Artes de Lisboa, a Faculdade de Arquitectura da Universidade do Porto, a Faculdade de Ciências Sociais e Humanas da Universidade Nova de Lisboa, o Instituto Politécnico de Portalegre, o Instituto Politécnico de Tomar e o Instituto Politécnico de Castelo Branco.
Durante as quatro décadas em que se dedicou à atividade académica, contribuiu de forma inequívoca para a consolidação do ensino do design em Portugal e foi diretamente responsável pela formação de sucessivas gerações de novos profissionais.
Em 2018, integrou a Comissão de Honra do Doutoramento Honoris Causa de Gui Bonsiepe, pela Faculdade de Belas-Artes da Universidade de Lisboa.

## Prémios, distinções e condecorações

### Prémios
– Prémio APOM A Melhor Exposição – atribuído pela Associação Portuguesa de Museologia à exposição “Sebastião Rodrigues Designer”, comissariada e organizada por José Brandão, na Fundação Calouste Gulbenkian, em 1995.
– Prémios Nacionais de Design, na categoria Carreira – atribuído pelo Centro Português de Design, em 2001.
– Prémio Carreira – atribuído pelo Instituto Politécnico de Tomar, no âmbito do "ARTEK, Simpósio de Design e Artes Gráficas”, em 2009.
– Grand prix de l’Art philatélique européen / Grande Prémio da Arte Filatélica Europeia – atribuído pela Presidência da República Francesa, em 2009.
– Prémio Distinção por Mérito – atribuído pela Universidade Técnica de Lisboa, em 2010.
– Prémio APOM Personalidade do Ano na área da Museologia, em 2017 – atribuído pela Associação Portuguesa de Museologia.

### Distinção
– Emissão filatélica “Europa”  – Escolha do cartaz “Festival Internacional de Teatro” para integrar a emissão filatélica de quatro selos subordinados ao tema “A Arte do Cartaz”, conforme a escolha das Administrações Postais Europeias integradas na União Postal Universal para as emissões “Europa”, em 2003.
– Agraciado com o título de Professor Emérito, na Faculdade de Arquitetura da Universidade de Lisboa, em reconhecimento da excecionalidade da sua carreira académica e profissional, a 30 de maio de 2018.

### Condecoração
Agraciado pelo Presidente da República Jorge Sampaio com o grau de Grande-Oficial da Ordem do Infante D. Henrique, em 2006.

## Exposições
1963 – “Extra-escolar da ESBAL”, Sociedade Nacional de Belas Artes, Lisboa.
1970 – “Diploma Show Ravensboune”, Londres.
1973 – “2.ª Exposição de design Português [exposição coletiva]”, Feira Internacional de Lisboa.
1977 – “O papel como suporte [exposição coletiva]“, Sociedade Nacional de Belas Artes, Lisboa.
1980 – “Brno 1980: 9th International Exhibition of Illustrations and Book Design”, na Moravska Galerie, em Brno (CZ).
1982 – "Design & Circunstância" [exposição coletiva], organizada com o apoio da Associação Industrial Portuguesa, Banco Português do Atlântico e Fundação Calouste Gulbenkian, na Sociedade Nacional de Belas Artes.
1986 – “Cartazes com Sebastião Rodrigues e Aurelindo Ceia”, Torres Vedras.
1988 – “VI Bienal de Vila Nova de Cerveira”, 6 convidados de honra, Vila Nova de Cerveira.
1994 – “Design Lisboa 94 [exposição coletiva]”, Centro Cultural Belém, Lisboa.
2004 – “1990/2004 – Arquitectura de Design de Portugal [exposição coletiva]”, Palazzo dell’Arte, Milão.
2005 – “Portugal 1990/2005 [exposição coletiva]”, Estação do Rossio, Lisboa.
2011 – “Desta canção que apeteço: Obra discográfica de José Afonso 1953/1985”, exposição itinerante organizada pela Associação José Afonso e pela Câmara Municipal de Grândola, na Biblioteca Municipal de Grândola, 16 abr. - 2 ago. 2011, sendo posteriormente apresentada, entre outros locais, em  Viana do Castelo e Coimbra (2012), Setúbal (2014), Évora e Lisboa, no Museu do Oriente (2017).
2012 – “1 +1 Design Gráfico João Machado + José Brandão”, organizada pela ESAD/Escola Superior de Artes e Design de Matosinhos, pela Câmara Municipal de Matosinhos e pela Fábrica de Santo Thyrso, na Quadra - Mercado Municipal de Matosinhos, 7 jul. - 13 out. 2012.
2014 – “ID: A Identidade do Desenho [exposição coletiva: Beatriz Horta Correia, Helena Ladeiro, Henrique Cayatte, João Machado, Jorge Silva, José Brandão, Nuno Ladeiro, Salette Brandão e Sofia Areal]”, organizada pela Câmara Municipal de Almada, na Casa da Cerca - Centro de Arte Contemporânea, 18 out. 2014 - 25 jan. 2015.
2015 – “Desejo, Tensão, Transição: Percursos do Design Português”, organizada pela Câmara Municipal de Matosinhos, EXD’15 e ESAD-IDEA Investigação em Design e Arte, na Galeria Nave – Câmara Municipal de Matosinhos, 12 nov. 2015 – 12 mar. 2016.
2017 – "Design by Porto, Porto by Design: 4 anos de design da Câmara do Porto", organizada pela Câmara Municipal do Porto, no Palácio dos Correios, 31 maio - 23 jul. 2017.
2017 – “Discos Orfeu (1956-1983): Imagens/Palavras/Sons”, organizada pela Câmara Municipal de Matosinhos, ESAD-IDEA Investigação em Design e Arte, na Casa do Design de Matosinhos, 4 de maio - 2 set. 2017.
2017 – “Mas quem vencer esta meta, que diga se a linha é recta [ampliações fotográficas das capas e de pormenores gráficos dos discos de Zeca Afonso]”, organizada pela Câmara Municipal de Setúbal e pelo atelier DDLX, na na Casa da Cultura,  10 abr. -  28 de maio 2017.

## Obras mais relevantes
1974 – Coro dos Tribunais [capa de disco] / José Afonso
1975 – Festival Internacional de Cinema da Figueira da Foz [cartazes]
1976 – O triunfo dos porcos [capa de livro] / George Orwell
1979 – Ninguém [cartaz]: Frei Luís de Sousa, texto de Almeida Garrett
1980 – INESC [imagem visual]
1981 – Direcção Regional de Telecomunicações do Sul [desdobrável]
1982 – Por este rio acima [capa de disco] / Fausto
1983 – Fundação Calouste Gulbenkian 1956-1981 [livro]: 25 anos
1986 – Agenda Lalique
1987 – Queda e ascensão da estética clássica [desdobrável]
1988 – A linguagem dos novos materiais [cartaz]: joalharia contemporânea
1988 – Fundação Oriente [imagem visual]
1989 – [Cartões de Boas festas da Gulbenkian]
1989 – Portugal na abertura do mundo [roteiro da exposição]
1989 – Teatro D. Maria II [imagem visual]
1990 – Na rota dos navegadores portugueses: um ensaio fotográfico [livro] / de Michael Teague
1991-1993 – Festival internacional de teatro [cartazes]
1994 – Dançaram em Lisboa 1900-1994 / Helena Coelho, José Sasportes, Maria de Assis
1995 – CTT [imagem visual]
1996 – O mundo de Ruben A. [livro] / [org.] Liberto Cruz, José Brandão, Nicolau Andresen Leitão
1998 – Ourivesaria  [livro] / Leonor d' Orey
1999 – At the edge [livro]: a portuguese futurist, Amadeo de Souza Cardoso
2000 – História dos animaes e arvores do Maranhão  [livro] / Frei Cristoväo de Lisboa
2000 – Ministério da Educação [imagem visual]
2001 – Daciano da Costa: designer [catálogo da exposição]
2002 – A mais dilatada vista do mundo: inventário da colecção cartográfica da Casa da Ínsua
2003 – Design em Portugal [emissão filatélica]
2003 – Europa: a arte do cartaz [emissão filatélica]
2004 – Alcalar 7  [livro]: estudo e reabilitação de um monumento megalítico
2004 – THESAURUS  [livro]: vocabulário de objectos do culto católico … ed. quadrilingue
2005 – Centenário Museu dos Coches, 1905-2005 [emissão filatélica]
2006 – Fundação Calouste Gulbenkian: 50 Anos [emissão filatélica]
2009 – Agenda 2010: Ano Internacional da Biodiversidade
2009 – Alma africana = African soul [catálogo da exposição]: the Berardo collection
2009 – Cavalo lusitano [emissão filatélica]
2009 – Darwin: bicentenário do nascimento [emissão filatélica]
2009 – A herança africana em Portugal [emissão filatélica]
2010 – A 1.ª República Portuguesa [emissão filatélica]
2011 – 25 Anos de Aquisições e Doações [exposição]
2012 – Por Amor à Arte [monografia]
2012 – Congresso Europeu do Património
2013 – Ourivesaria Arcaica em Portugal [emissão filatélica]
2013 – Expresso XL [exposição itinerante]
2014 – 40 anos 25 de Abril [emissão filatélica]
2014 – Faculdade de Medicina da Universidade de Lisboa [imagem visual]
2014 – Fundação Gulbenkian [sinalização]
2015 – Centenário da Revista Orpheu [emissão filatélica]
2015 – Do Mar Oceano ao Mar Português [monografia]
2016 – Belas Artes da Academia [exposição e catálogo]
2016 – Fundação Luso-Americana para o Desenvolvimento [imagem visual, renovação]
2016 – Educação Superior em Portugal [monografia]
2017 – 300 Anos da Biblioteca Joanina [emissão filatélica]
2017 – Cartazes de cinema português, edição da revista Sábado (páginas centrais do GPS): “Kilas, o Mau da Fita” (9-15 mar.) e “Crónica dos Bons Malandros” (16-22 mar.)
2018 – Tribunal de Contas [imagem visual, renovação]
2018 – Calendário 2018, M2 [ilustrações] 